# Joseph Areruya
Joseph Areruya (Kayonza, 1 januari 1996) is een Rwandees wielrenner die anno 2024 rijdt voor Java-Inovotec Pro Team.

## Carrière
In 2015 werd Areruya tweede in de tijdrit en derde in de wegrit tijdens de nationale kampioenschappen op de weg. Aan het eind van dat jaar werd hij tweede in de Ronde van Rwanda, na in drie etappes op het podium te zijn geëindigd. In 2016 won Areruya de Omloop van Constantine door met een voorsprong van bijna anderhalve minuut op Essaïd Abelouache solo over de eindstreep te komen.
In november 2016 nam Areruya deel aan de Ronde van Rwanda. Nadat hij in de eerste etappe als tiende wist te finishen nam hij de leiderstrui over van Timothy Rugg, die een dag eerder de proloog had gewonnen. Een dag later moest Areruya de leiding weer afstaan aan Valens Ndayisenga, de uiteindelijk de wedstrijd zou winnen. Areruya wist de vierde etappe op zijn naam te schrijven, door de sprint van een uitgedund peloton te winnen. In het eindklassement werd hij vierde, in het jongerenklassement tweede. 
In juni 2017 nam Areruya deel aan de Ronde van Italië voor beloften. Daar wist hij de vijfde rit te winnen, waardoor hij de eerste Rwandees werd die een wedstrijd in Europa won. Later dat jaar won hij twee etappes en het eindklassement in de Ronde van Rwanda. Het seizoen 2018 begon voor Areruya in Gabon, waar hij deelnam aan de La Tropicale Amissa Bongo. In de vierde etappe trok hij op 55 kilometer van de streep ten aanval, waarna hij aan de finish Ilja Kasjavy versloeg in een sprint-à-deux. De leiderstrui nam hij over van Rinaldo Nocentini, die één dag de leider was. In de overige drie etappes wist Areruya zijn leiderstrui met succes te verdedigen, waardoor hij Yohann Gène opvolgde als eindwinnaar en de eerste Rwandese winnaar van het eindklassement van een 2.1-koers werd. Later die maand stond hij aan de start van de Ronde van de Belofte, een nieuw opgerichte Kameroense etappekoers voor beloften. Na de derde etappe nam hij de leiderstrui over van Natnael Mebrahtom, die de eerste etappe had gewonnen. In de laatste etappe werd hij vierde, waardoor hij de eerste eindwinnaar van de wedstrijd werd.
Halverwege februari 2018 nam Areruya deel aan de Afrikaanse kampioenschappen wielrennen op de weg. In de ploegentijdrit werd hij, samen met Adrien Niyonshuti, Valens Ndayisenga en Jean Bosco Nsengimana, tweede. Een dag later werd hij, achter Mekseb Debesay en Nsengimana, derde in de tijdrit. In de wegwedstrijd, waarin beloften en eliterenners gezamenlijk reden, werd Areruya zesde. In maart werd bekend dat Areruya de overstap zou maken naar Delko Marseille Provence KTM, waar hij per 1 april onder contract stond. Diezelfde maand reed hij de tijdrit op de Gemenebestspelen, waar hij dertiende werd. In 2019 nam hij deel aan Parijs-Roubaix, maar kwam buiten de tijdslimiet over de finish.
Nadat Areruya in 2020 geen ploeg had reed hij in 2021 en 2022 bij de Rwandese ploeg Benediction Ignite. Vanaf 2023 reed hij bij een andere continentale ploeg uit zijn eigen land, Java-Inovotec Pro Team

## Overwinningen
2015
 Rwandees kampioen op de weg, Beloften
2016
Jongerenklassement Ronde van Blida
Omloop van Constantine
4e etappe Ronde van Rwanda
2017
5e etappe deel A Ronde van Italië, Beloften
1e en 3e etappe Ronde van Rwanda
Eindklassement Ronde van Rwanda
2018
4e etappe La Tropicale Amissa Bongo
Eind- en jongerenklassement La Tropicale Amissa Bongo
Eind- en puntenklassement Ronde van de Belofte
 Rwandees kampioen tijdrijden, Elite
2019
 Rwandees kampioen tijdrijden, Elite

## Resultaten in voornaamste wedstrijden
|      | \| Jaar \| Parijs-Roubaix \| \| ---- \| -------------- \| \| 2019 \| buit.tijd \| |
| Jaar | Parijs-Roubaix                                                                    |
| 2019 | buit.tijd                                                                         |

## Ploegen
- 2017 –  Dimension Data for Qhubeka
- 2018 –  Dimension Data for Qhubeka Continental Team (tot 31 maart)
- 2018 –  Delko Marseille Provence KTM (vanaf  april)
- 2019 –  Delko Marseille Provence
- 2020 – Geen ploeg
- 2021 –  Benediction Ignite
- 2022 –  Benediction Ignite
- 2023 –  Java-Inovotec Pro Team
- 2024 –  Java-Inovotec Pro Team

Areruya · Atsbha · de Bod · Chokri · Dlamini · Eyob · Gebreigzabhier · Main · Mugisha · Navarra · Visser · Weldu · van Niekerk (stagiair)
Areruya · de Bod · Chokri · Innocenti · Jones · Main · Molini · Mozzato · Mugisha · Sobrero · Visser · Weldu
Areruya · Combaud · De Rossi · Di Grégorio · El Fares · Fernández · Filosi · Finetto · Guérin · Jones · Kasperkiewicz · Leveau · Madrazo · Martinez · Michajlov · Moreno · Rodríguez · Šiškevičius · Smukulis · Trarieux · Fedeli (stagiair) · Meyer (stagiair) · Rochas (stagiair)
Areruya · Combaud · De Rossi · El Fares · Fedeli · Fernández · Filosi · Finetto · Grosu · Guérin · Jones · Kasperkiewicz · Leveau · Moreno · Navardauskas · Rochas · Schmidt · Šiškevičius · Trarieux · Carr (stagiair) · Delettre (stagiair) · Guichard (stagiair)